# 欧金尼奥·贝尔特拉米
欧金尼奥·贝尔特拉米（義大利語：Eugenio Beltrami，1835年11月16日—1900年2月18日），意大利数学家，生于皮斯托亚（当时属奥地利帝国）。1853年，进入帕维亚大学学习数学。1862年，到博洛尼亚大学担任教授。他的主要工作是在拓扑学方面。1871年，他引入了“贝蒂数”的概念。此外，他还引入了微分参数（即贝尔特拉米参数）概念，推动了微分几何的发展。